# ALF (serial telewizyjny)
ALF – popularny amerykański komediowy serial telewizyjny z elementami fantastyki naukowej, wyprodukowany przez NBC w latach 1986–1990. Był zainspirowany i parodiował film E.T. (1982) Stevena Spielberga. Premiera serialu miała miejsce 22 września 1986 r. na kanale NBC. W TVP po raz pierwszy wyemitowany został 18 marca 1991.
W sierpniu 2018 r. Warner Bros. ujawniło, że pracuje nad scenariuszami do remake’u serialu Alf ze scenarzystami Tomem Patchettem i Paulem Fusco.

## Fabuła

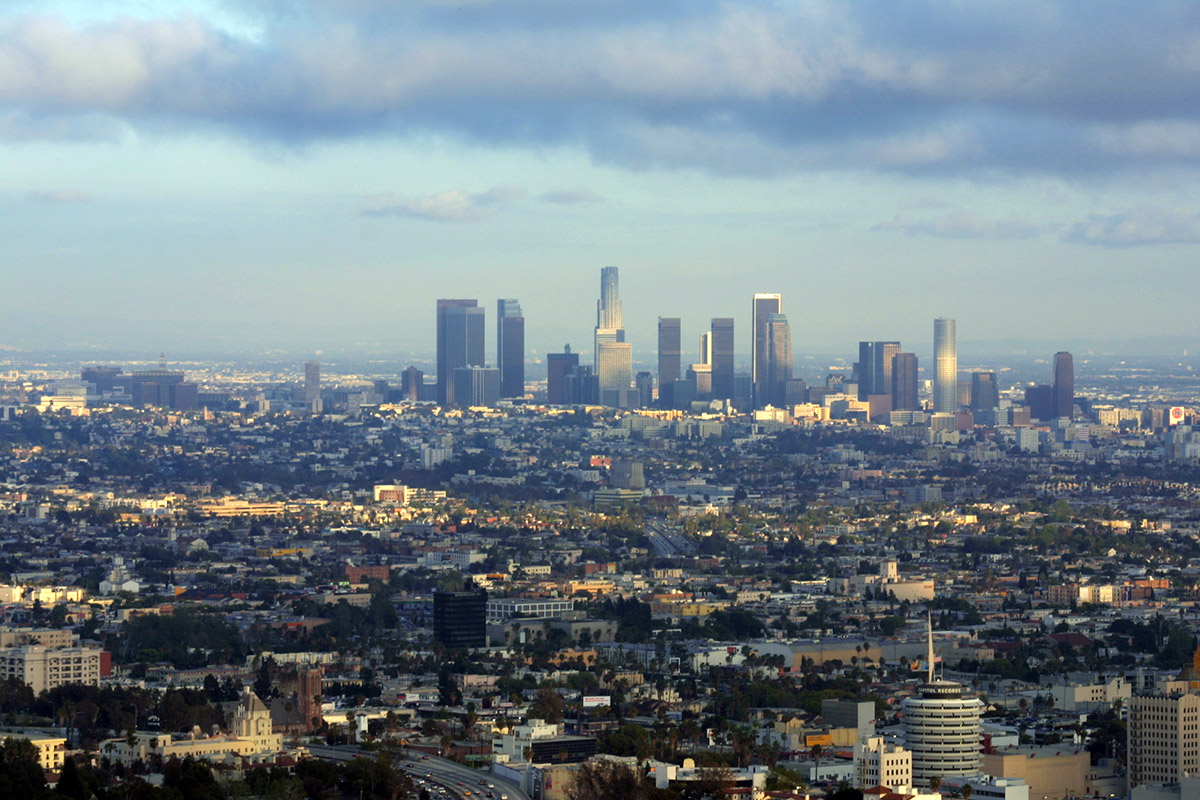
Los Angeles

Tytułowy bohater Gordon Shumway był małym kosmitą przezwanym A.L.F. (od ang. alien life form, obca forma życia). Urodził się 28 października 1756 r. na fikcyjnej planecie Melmac (6 parseków za Hydra Centauris), która miała zielone niebo i niebieską trawę oraz cierpiała na nadmiar złota i platyny.
Alf pokryty był w 98% futrem barwy sjeny palonej, miał pomarszczony pysk, osiem żołądków, a jego ulubiony posiłek stanowiły koty. Wylądował na Ziemi, rozbijając się swoim statkiem kosmicznym na dachu garażu rodziny Tannerów, na przedmieściach Los Angeles, i zamieszkał razem z nimi. Dzieci, Lynn i Brian za nim przepadają, ojciec Willie raczej go toleruje, a z matką Kate często ma na pieńku. W serialu pojawiają się też wścibscy sąsiedzi Ochmonkowie oraz kot Tannerów, Szczęściarz (Lucky), na którego zjedzenie Alf ma wielką ochotę.

## Produkcja
Pomysłodawcą serialu był lalkarz Paul Fusco, który przekonał do jego produkcji stację NBC. W okresie 4 lat powstały 102 odcinki, w czterech sezonach. Przed rozpoczęciem produkcji drugiego sezonu władze stacji nakazały usunięcie niektórych kontrowersyjnych zachowań głównego bohatera (spożywanie alkoholu, słownictwo), by nadać serialowi bardziej familijny charakter. Postać kosmity była lalką zamontowaną na stelażu z zapadnią, spod którego technicy ją obsługiwali. W nielicznych scenach wymagających pokazania pełnej postaci aktor Mihaly Meszaros zakładał kostium ALF-a, jednak z czasem zrezygnowano z tych scen wskutek wysokich kosztów. Skomplikowana konstrukcja lalki znacznie przedłużała pracę nad poszczególnymi odcinkami, co wywoływało wśród aktorów oraz obsady konflikty i napięcia.
Po zakończeniu czwartego sezonu stacja zrezygnowała z dalszej produkcji, z powodu spadającej oglądalności, chociaż finał sezonu został przygotowany z myślą o piątej serii. W 1996 r. nakręcono filmową kontynuację, Projekt ALF, została ona jednak skrytykowana przez widzów. Ponadto zrealizowano serial animowany Alf o życiu i rodzinie ALF-a na Melmac (1987–1989) oraz komiks wydawnictwa Marvel Comics (50 numerów, 1987–1991). W lutym 2022 ogłoszono, że Shout! Factory TV zakupiło prawa do Alfa dla nowych treści związanych z serialem.

## Obsada
- Max Wright – Willie Tanner – 103 odcinki
- Anne Schedeen – Kate Tanner – 103 odcinki
- Andrea Elson – Lynn Tanner – 103 odcinki
- Benji Gregory – Brian Tanner – 103 odcinki
- Paul Fusco – Gordon ALF Shumway (głos)[7] – 103 odcinki
- Mihaly Meszaros -	Gordon ALF Shumway[8] – 11 odcinków
- Abraham Verduzco – Gordon ALF Shumway[9]
- John LaMotta – Trevor Ochmonek – 41 odcinków
- Liz Sheridan – Raquel Ochmonek – 36 odcinków
- Charles Nickerson – Eric Tanner – 16 odcinków
- Josh Blake – Jake Ochmonek – 15 odcinków
- Anne Meara – Dorothy Halligan – 9 odcinków
- Jim J. Bullock – Neal Tanner – 5 odcinków
- Andrea Covell – Jody – 5 odcinków
- Bill Daily – Larry, psychiatra – 4 odcinki
- Paul Dooley – Whizzer Deaver – 3 odcinki
- Beverly Archer – p. Byrd – 3 odcinki
- Dean Cameron – Robert Sherwood – 3 odcinki
- Raye Birk – oficer Griswald – 3 odcinki
- Stacy Langenkamp – jako ona sama – 3 odcinki
- Mickey Jones – Artie – 3 odcinki
- Sam Whipple – Sam – 3 odcinki
- Linda Hoy – Bernice Billings – 3 odcinki
- Michael Berryman – Rick – 3 odcinki
- Tracey Walter – Gravel Gus – 3 odcinki
- Alan David Gelman – dostawca – 3 odcinki
- Nedra Volz – kobieta kot – 3 odcinki
- Nedra Volz – kobieta kot – 3 odcinki
- Eugene Greytak – papież Jan Paweł II – 2 odcinki
- Nick Angotti – oficer policji – 2 odcinki
- Cleavon Little – George Foley – 2 odcinki
- Ricky Paull Goldin – Danny Duckworth – 2 odcinki
- Rich Little – jako on sam – 2 odcinki
- David Ogden Stiers – Flakey Pete – 2 odcinki
- David Leisure – Brandon Tartikoff – 2 odcinki
- Keri Houlihan – Tiffany – 2 odcinki
- Mark Clayman – Randy – 2 odcinki
- Wendy Oates – Stephanie – 2 odcinki
- Michael Champion – sierż. Matt Fox – 2 odcinki
- Teresa Ganzel – The Matinee Lady – 2 odcinki
- Lee Ryan – Carl Buck – 2 odcinki
- Marcia Wallace – p. Lyman – 2 odcinki
- Glenn Withrow – Richard – 2 odcinki
- Tim Wade – kier. sceny – 2 odcinki
- Stephanie Hagen – Sylvia – 2 odcinki
- Molly Hagan – Denise – 2 odcinki
- David Knell – Dudley – 2 odcinki
- Carl Franklin – dr Willoughby – 2 odcinki
- Frederick de Cordova – jako on sam – 2 odcinki
- Norman Lee Harris – Jeff – 2 odcinki
- Connie Richmond – 1. pielęgniarka – 2 odcinki
- Patricia Ayame Thomson – 2. pielęgniarka – 2 odcinki
- Robert P. Lieb – wujek Rocky – 2 odcinki
- Adrienne Hampton – Diana – 2 odcinki

## Spis odcinków
| Seria | Seria | Liczba odcinków | Czas emisji                       |
| ----- | ----- | --------------- | --------------------------------- |
|       | 1     | 1–26 (26)       | 22 września 1986 – 11 maja 1987   |
|       | 2     | 27–52 (26)      | 21 września 1987 – 9 maja 1988    |
|       | 3     | 53–78 (26)      | 3 października 1988 – 8 maja 1989 |
|       | 4     | 79–102 (24)     | 18 września 1989 – 24 marca 1990  |